# Asplenium megalura
Asplenium megalura är en svartbräkenväxtart som beskrevs av Georg Hans Emmo Wolfgang Hieronymus. Asplenium megalura ingår i släktet Asplenium och familjen Aspleniaceae. Utöver nominatformen finns också underarten A. m. moelleri.